# Smardzew (przystanek kolejowy)
Smardzew – przystanek kolejowy w Łagiewnikach Nowych, w powiecie zgierskim, w województwie łódzkim, w Polsce. Przystanek zbudowano w 1945 roku.

## Ruch pasażerski[1]
| Rok  | Wymiana pasażerska na dobę |
| ---- | -------------------------- |
| 2017 | 50-99                      |
| 2018 | 50-99                      |
| 2019 | 100-149                    |
| 2020 | 50-99                      |
| 2021 | 50-99                      |
| 2022 | 50-99                      |
| 2023 | 100-149                    |